# Toirdhealbhach an Fhíona mac Néill Ó Domhnaill
Toirdhealbhach an Fhíona mac Néill Ó Domhnaill (mort en 1423) est le 12e O'Donnell ou Ua Domhnaill du  clan, et roi de  Tyrconnell en Irlande de 1380 à 1422.

## Origine
Toirdhealbhach an Fhíona mac Néill Ó Domhnaill dont le surnom signifie « du vin »  est le fils de  Niall mac Aodha Ó Domhnaill.

## Règne
En 1380 Seoán Ó Domhnaill roi de Tir-Conaill et son fils Maolseachlainn Dubh (le Noir) sont tués au monastère d'Assaroe près de Ballyshannon dans leur camp lors d'une attaque nocturne par Toirdhealbhach an Fhiona, le fils de Niall mac Aodha Ó Domnaill et par les fils de Cathal Ua Concobhair Óg et Muintir Duirnin des O'Durnins 
1419 allié avec Eóghan mac Néill Óig il renverse Domhnall mac Énri Aimhreidh qui est contraint de se réfugier chez les Étrangers d'Ulster  Il prend l'habit de moine en 1422 et son fils et successeur Niall Gharbh mac Toirdhealbhaigh Ó Domhnaill Niall fait édifier le château de Ath-senaigh  Toirdhealbhach meurt la même année après avoir fait pénitence et reçu l'extrême onction

## Postérité
Toirdhealbhach an Fhíona  avait eu au moins six fils: 
- Maghnus Caoch
- Niall Garbh 13e  O'Donnell ou Ua Domhnaill
- Domhnall († 1420)
- Neachtan 14e  O'Donnell ou Ua Domhnaill
- Éigneachán († 1433)
- Conchobar tánaiste  († 1450)